# Помке (станция метро)
«Помке» (кор. 범계역) — подземная станция Сеульского метро на ветке Квачхон Четвёртой линии; это одна из трёх станций на данной линии на территории Ансана (всего 7); последняя станция в данном направлении на ветке Квачхон; последняя подземная станция на 4 линии в данном направлении. Она представлена двумя боковыми платформами. Станция обслуживается корпорацией железных дорог Кореи (Korail). Расположена в квартале Хоке-дон (адресː 1039-1 Hogye-dong) района Донангу в городе Анян (провинция Кёнгидо, Республика Корея). На станции установлены платформенные раздвижные двери.
Пассажиропоток — 31 538 чел/день (на 2013 год).
Станция была открыта 15 января 1993 года .
Это одна из 8 станций ветки Квачхон (Gwacheon Line) Четвёртой линии, которая включает такие станцииː Сонбави, Сеул-Реискос-парк, Сеул-Гранд-парк, Квачхон, Административный комплекс Квачхона, Индоквон, Пёнчхон, Помке. Длина линии — 11,8 км.